# Лаогон
Лаогон (др.-греч. Δαογόνον) — имя ряда персонажей древнегреческой мифологии и литературы, связанных с Троянской войной:
- сын троянского жреца Онетора, убитый ахейцем Мерионом[1][2];
- троянец, сын Бианта, убитый Ахиллом вместе с его братом Дарданом[3][4];
- грек, убитый под Троей амазонкой Дерионой[5][6].